# ألكسندرا مورتون
ألكسندرا مورتون هي عالمة الأحياء البحرية كندية، ولدت في 13 يوليو 1957 في لايكفيل ‏ في الولايات المتحدة.